# Orgilus galbinus
Orgilus galbinus är en stekelart som beskrevs av Chou 1995. Orgilus galbinus ingår i släktet Orgilus och familjen bracksteklar. Inga underarter finns listade i Catalogue of Life.